# Qatar ExxonMobil Open 2019 - Qualificazioni singolare
Le qualificazioni del singolare maschile del Qatar ExxonMobil Open 2019 sono state un torneo di tennis preliminare per accedere alla fase finale della manifestazione. I vincitori dell'ultimo turno sono entrati di diritto nel tabellone principale. In caso di ritiro di uno o più giocatori aventi diritto a questi sono subentrati i lucky loser, ossia i giocatori che hanno perso nell'ultimo turno ma che avevano una classifica più alta rispetto agli altri partecipanti che avevano comunque perso nel turno finale.

## Teste di serie
1. Maximilian Marterer (qualificato)
2. Mirza Bašić (ultimo turno)
3. Guillermo García López (qualificato)
4. Paolo Lorenzi (ultimo turno, lucky Loser)

1. Elias Ymer (ritirato)
2. Ričardas Berankis (qualificato)
3. Marco Trungelliti (ultimo turno)
4. Marcos Baghdatis (ultimo turno)

## Qualificati
1. Maximilian Marterer
2. Serhij Stachovs'kyj

1. Guillermo García López
2. Ričardas Berankis

### Lucky loser
1. Paolo Lorenzi

## Tabellone

### Legenda
| - Q = Qualificato - WC = Wild card - LL = Lucky loser | - ALT = Alternate - SE = Special Exempt - PR = Protected Ranking | - w/o = Walkover - r = Ritirato - d = Squalificato |

### Sezione 1
|  | Primo turno | Primo turno         | Primo turno        | Primo turno | Primo turno |  |  | Ultimo turno | Ultimo turno        | Ultimo turno | Ultimo turno | Ultimo turno |  |
|  |             |                     |                    |             |             |  |  |              |                     |              |              |              |  |
|  | 1           | Maximilian Marterer | 3                  | 6           | 6           |  |  |              |                     |              |              |              |  |
|  |             | Andrea Arnaboldi    | 6                  | 2           | 3           |  |  | 1            | Maximilian Marterer | 4            | 6            | 7            |  |
|  | WC          | Mousa Shanan Zayed  | Mousa Shanan Zayed | 0           | 1           |  |  | 7            | Marco Trungelliti   | 6            | 4            | 5            |  |
|  | 7           | Marco Trungelliti   | Marco Trungelliti  | 6           | 6           |  |  |              |                     |              |              |              |  |

### Sezione 2
|  | Primo turno | Primo turno         | Primo turno         | Primo turno | Primo turno |  |  | Ultimo turno | Ultimo turno        | Ultimo turno | Ultimo turno | Ultimo turno |  |
|  |             |                     |                     |             |             |  |  |              |                     |              |              |              |  |
|  | 2           | Mirza Bašić         | Mirza Bašić         | 6           | 6           |  |  |              |                     |              |              |              |  |
|  |             | Matthias Bachinger  | Matthias Bachinger  | 3           | 3           |  |  | 2            | Mirza Bašić         | 6            | 2            | 3            |  |
|  |             | Serhij Stachovs'kyj | Serhij Stachovs'kyj | 7           | 7           |  |  |              | Serhij Stachovs'kyj | 3            | 6            | 6            |  |
|  | Alt         | Gian Marco Moroni   | Gian Marco Moroni   | 65          | 5           |  |  |              |                     |              |              |              |  |

### Sezione 3
|  | Primo turno | Primo turno            | Primo turno            | Primo turno | Primo turno |  |  | Ultimo turno | Ultimo turno           | Ultimo turno | Ultimo turno | Ultimo turno |  |
|  |             |                        |                        |             |             |  |  |              |                        |              |              |              |  |
|  | 3           | Guillermo García López | Guillermo García López | 7           | 6           |  |  |              |                        |              |              |              |  |
|  | Alt         | James Ward             | James Ward             | 6           | 2           |  |  | 3            | Guillermo García López | 4            | 6            | 6            |  |
|  |             | Lukáš Rosol            | Lukáš Rosol            | 0           | 63          |  |  | 8            | Marcos Baghdatis       | 6            | 2            | 4            |  |
|  | 8           | Marcos Baghdatis       | Marcos Baghdatis       | 6           | 7           |  |  |              |                        |              |              |              |  |

### Sezione 4
|  | Primo turno | Primo turno       | Primo turno       | Primo turno | Primo turno |  |  | Ultimo turno | Ultimo turno      | Ultimo turno      | Ultimo turno | Ultimo turno |  |
|  |             |                   |                   |             |             |  |  |              |                   |                   |              |              |  |
|  | 4           | Paolo Lorenzi     | Paolo Lorenzi     | 6           | 6           |  |  |              |                   |                   |              |              |  |
|  | WC          | Jabor Al-Mutawa   | Jabor Al-Mutawa   | 1           | 0           |  |  | 4            | Paolo Lorenzi     | Paolo Lorenzi     | 4            | 64           |  |
|  |             | Dennis Novak      | Dennis Novak      | 4           | 3           |  |  | 6            | Ričardas Berankis | Ričardas Berankis | 6            | 7            |  |
|  | 6           | Ričardas Berankis | Ričardas Berankis | 6           | 6           |  |  |              |                   |                   |              |              |  |